# مهران مری
مهران مری(زاده ۱۹۷۳ در کویته) سیاستمدار  بلوچ اهل پاکستان رهبر ارتش متحد بلوچستان و پسر خیربخش مری رهبر ملی گرا بلوچ است

## زندگی‌نامه
مهران مری بعنوان کوچک ترین پسر خیر بخش مری در سال ۱۹۷۳ در کویته به دنیا آمد او در کنار برادرش بالاچ مری یکی بنیانگذارن ارتش آزدی بخش بلوچستان بود پس از اینکه در سال ۲۰۰۷ بردارش بالاچ  کشته شد او یکی از رهبران اصلی ارتش آزادی بخش بلوچستان شناخته میشد او در ۲۰۱۳ پس از یک سری اختلافات با برادرش حربیار مری از ارتش آزادی بخش بلوچستان جدا شد و ارتش متحد بلوچستان را تاسیس کرد او در سال ۲۰۱۷ در فرودگاه زوریخ سوییس دستگیر شد و  به ممنوعیت ورود مادام العمر به سوئیس محکوم شد. اما پس از مدتی از زندان آزاد شد و از سوییس اخراج شد و سپس به انگلیس رفت مهران مری در ۲۰۲۲ پس یک سری توافقات با رهبر ارتش جمهوری خواه بلوچستان برهمداغ بوگتی ارتش ملی گرا بلوچستان را تاسیس کردن